# Barca (Soria)
Barca es un municipio y localidad española de la provincia de Soria, en la comunidad autónoma de Castilla y León. El término municipal, que incluye también el núcleo de Ciadueña, tiene una población de 107 habitantes (INE 2024).

## Geografía
El municipio tiene un área de 45,05 km² con una población de 112 habitantes (2010) y una densidad de 2,49 hab./km². En el término se encuentra también la localidad de Ciadueña. Pueblo de la comarca de Almazán y del partido judicial de  Almazán.
En su término e incluido en la Red Natura 2000 se encuentra el Lugar de Interés Comunitario conocido como Riberas del Río Duero y afluentes, ocupando 43 hectáreas, el 1 % de su término.

## Historia
A la caída del Antiguo Régimen la localidad se constituye en municipio constitucional en la región de Castilla la Vieja que en el censo de 1842 contaba con 97 hogares y 386 vecinos.
En 1895 se abrió al tráfico la línea Valladolid-Ariza, que permitió la conexión de la población con el resto de la red ferroviaria española. El municipio contaba con una estación de ferrocarril propia, que disponía de instalaciones para pasajeros y mercancías. La línea fue cerrada al tráfico de pasajeros en 1985 por ser considerada deficitaria.
A mediados del siglo XIX se incorpora al municipio el de Ciadueña.

## Demografía
Cuenta con una población de 107 habitantes (INE 2024).
| Gráfica de evolución demográfica de Barca entre 1842 y 2021 |
| |
| Población de derecho según los censos de población del INE Población de hecho según los censos de población del INEEntre el censo de 1857 y el anterior, crece el término del municipio porque incorpora a 425032 (Ciadueña) |

| 386                        | 524 | 515 | 546 | 544 | 550 |
| (Fuente: [cita requerida]) |     |     |     |     |     |

### Población por núcleos
| Núcleos  | Habitantes (2000) | Habitantes (2010) |
| -------- | ----------------- | ----------------- |
| Barca    | 121               | 101               |
| Ciadueña | 18                | 11                |

## Patrimonio

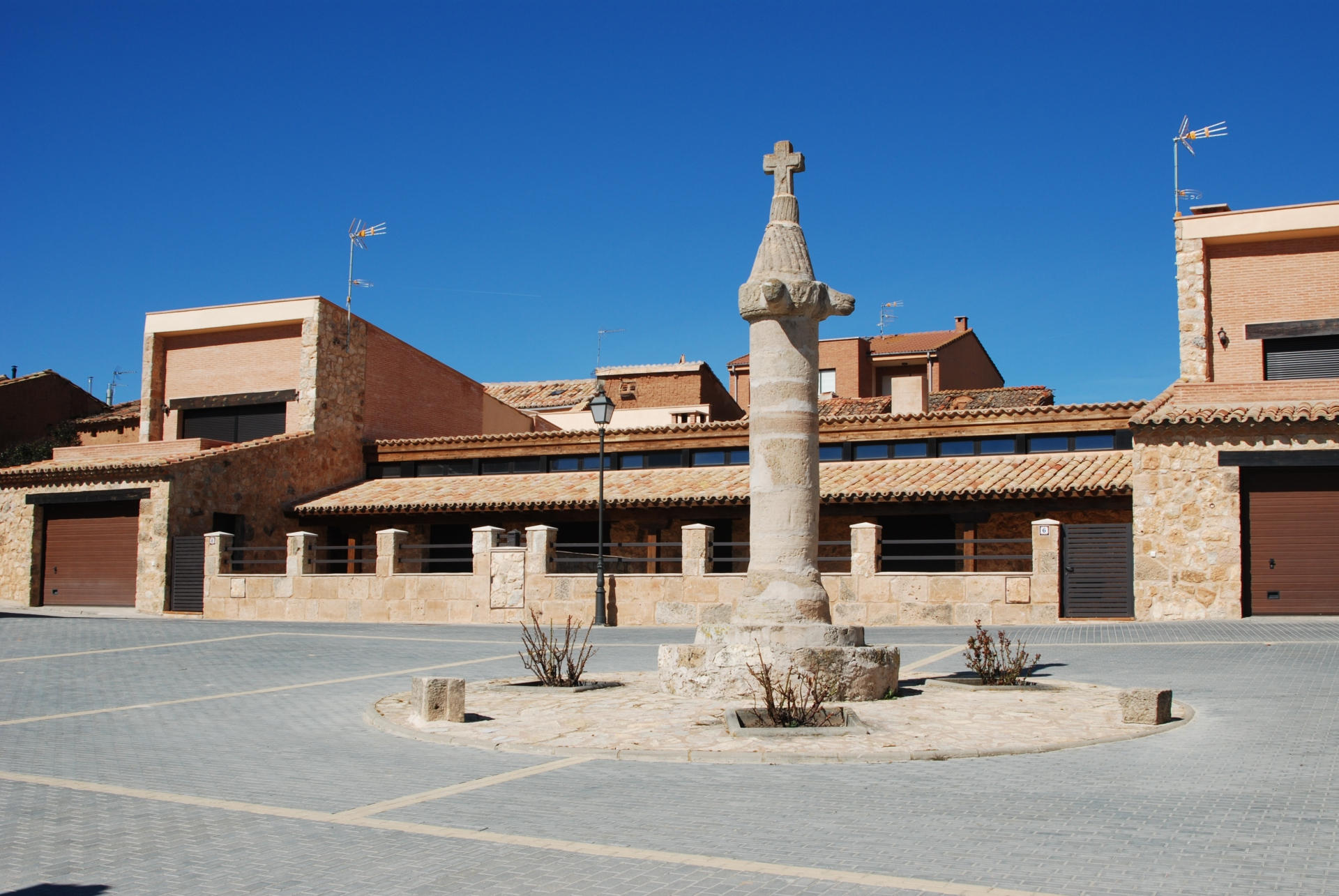
Rollo de justicia.

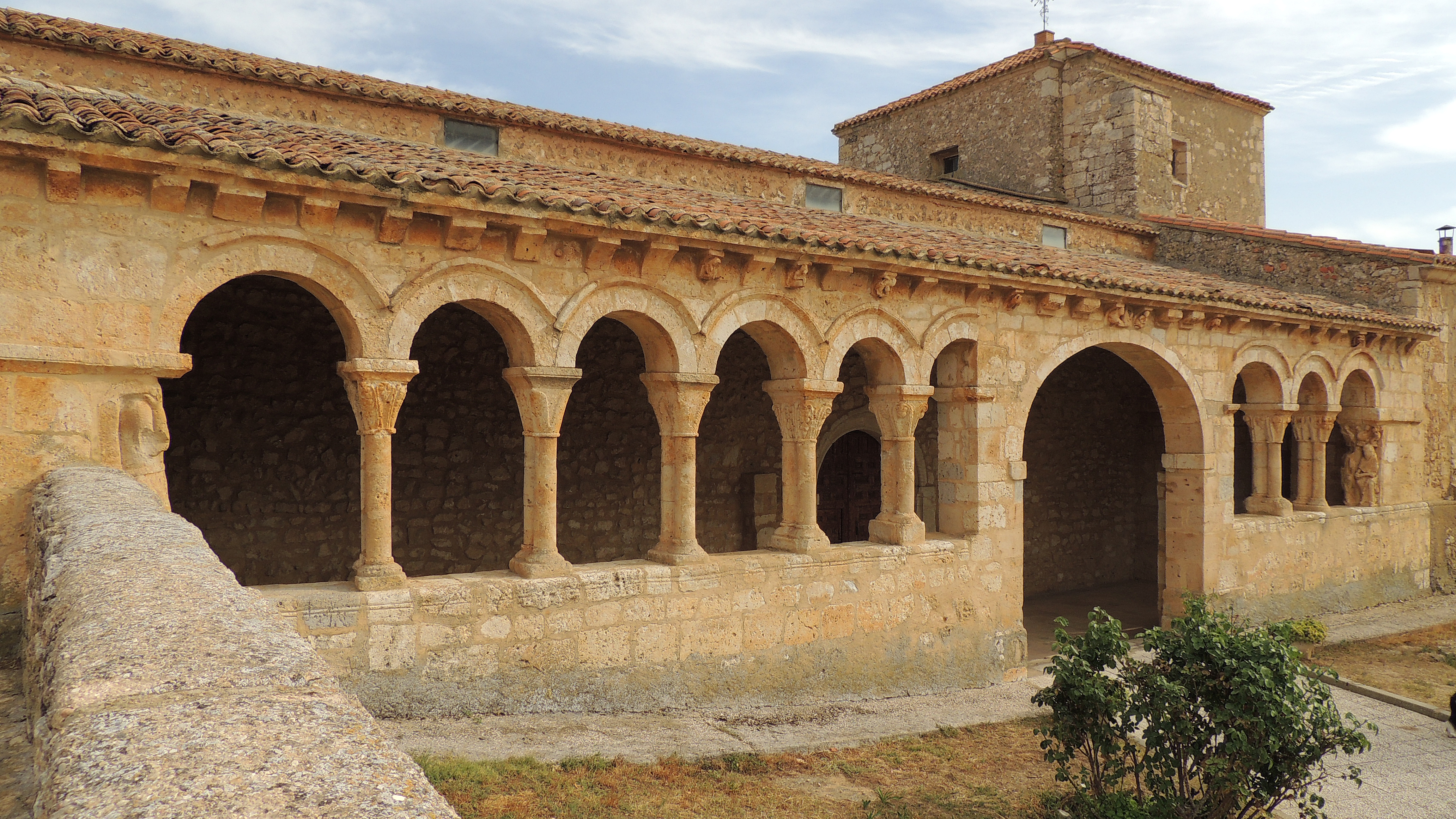
Iglesia de Santa Cristina

- Rollo de justicia, que se levanta sobre un graderío circular de dos escalones. Se trata de una columna con fuste liso de 6 metros de altura, que remata en tres brazos cortos. Sobre éstos, un pináculo terminado en cruz. Figura en el catálogo de Bienes Protegidos de la Junta de Castilla y León en la categoría de Rollo de Justicia con fecha de declaración 14 de marzo de 1963.[10]